# BBX (producent muzyczny)
BBX, właściwie Krzysztof Rządek (ur. 24 kwietnia 1973 w Krakowie) – polski DJ i producent muzyczny. Współtwórca grupy muzycznej PeWeX. Występował również pod pseudonimami DJ Kris, KRIS, DJ K, Atari Boy, Yee$ooZ i T-Power.
Krzysztof Rządek był współwłaścicielem restauracji Bistro Bzik w Katowicach, która pojawiła się w 3. odcinku 12. sezonu  Kuchennych rewolucji.
Wziął udział w 6 edycji programu Must Be The Music  wraz z grupą PeWeX 

## Love Parade
BBX był pomysłodawcą i współtwórcą pierwszej polskiej platformy (tzw. lovemobile) na słynnej berlińskiej Love Parade – jednej z największych imprez muzyki elektronicznej na świecie.  Wydarzenie miało miejsce 21 lipca 2001 r. podczas edycji „Join The Love Republic – You Can’t Stop Us”.  Platforma nosiła nazwę DJ World Truck i po raz pierwszy oficjalnie prezentowała Polskę z własnym pojazdem i ekipą DJ-ów.
Nagrody i wyróżnienia

## Dyskografia

### Single
| 2011                         | „Rock Me Out”                               | 41 |                           |
| 2012                         | „Making Luv”                                | 21 |                           |
| 2012                         | „Sweet Love”                                | –  |                           |
| 2013                         | „Feel it Way Down” (oraz Benny G)           | –  |                           |
| 2014                         | „How We Go” (oraz Benny G)                  | –  |                           |
| 2015                         | „Kieliszki” (oraz Stachursky)               | 38 | - ZPAV: platynowa płyta   |
| 2015                         | „Everybody (Spieprzaj ciulu)” (gośc. Angie) | 44 |                           |
| 2016                         | „Essa” (oraz Stachursky)                    | 42 | - ZPAV: platynowa płyta   |
| 2016                         | „Crazy” (gośc. Tony T & Alba Kras)          | 26 | - ZPAV: 2×platynowa płyta |
| 2017                         | „Miami” (oraz Lay Zee ex Mr. President)     | –  |                           |
| 2017                         | „Eins Zwei Polizei” (oraz Thomas)           | –  |                           |
| „–” singel nie był notowany. |                                             |    |                           |